# Liste des longs métrages uruguayens proposés à l'Oscar du meilleur film international
Cet article présente la liste des longs métrages uruguayens proposés à l'Oscar du meilleur film international.

## Films proposés par l'Uruguay
| Année (Cérémonie) | Titre français                      | Titre original                      | Langue(s)                     | Réalisateur                                 | Résultat                      |
| ----------------- | ----------------------------------- | ----------------------------------- | ----------------------------- | ------------------------------------------- | ----------------------------- |
| 1993 (65e)        | Un lieu dans le monde               | Un lugar en el mundo                | espagnol                      | Adolfo Aristarain                           | Nommé mais disqualifié        |
| 2002 (74e)        | Putain de vie                       | En la puta vida                     | espagnol                      | Beatriz Flores Silva                        | Non nommé                     |
| 2003 (75e)        | Loco 33 (es)                        | El último tren                      | espagnol                      | Diego Arsuaga                               | Non nommé                     |
| 2004 (76e)        | El viaje hacia el mar (es)          | El viaje hacia el mar (es)          | espagnol                      | Guillermo Casanova (es)                     | Non nommé                     |
| 2005 (77e)        | Whisky                              | Whisky                              | espagnol                      | Juan Pablo Rebella & Pablo Stoll            | Non nommé                     |
| 2006 (78e)        | Alma mater (es)                     | Alma mater (es)                     | espagnol                      | Álvaro Buela (es)                           | Absent de la liste définitive |
| 2008 (80e)        | Les Toilettes du pape               | El baño del Papa                    | espagnol                      | César Charlone et Enrique Fernandez         | Non nommé                     |
| 2009 (81e)        | Matar a todos (es)                  | Matar a todos (es)                  | espagnol                      | Esteban Schroeder                           | Non nommé                     |
| 2010 (82e)        | Sale temps pour les pêcheurs        | Mal día para pescar                 | espagnol                      | Álvaro Brechner                             | Non nommé                     |
| 2011 (83e)        | La vida útil (es)                   | La vida útil (es)                   | espagnol                      | Federico Veiroj (es)                        | Non nommé                     |
| 2012 (84e)        | The Silent House                    | La casa muda                        | espagnol                      | Gustavo Hernández Ibañez                    | Non nommé                     |
| 2013 (85e)        | La demora                           | La demora                           | espagnol                      | Rodrigo Plá                                 | Non nommé                     |
| 2014 (86e)        | Anina (es)                          | Anina (es)                          | espagnol                      | Alfredo Soderguit (es)                      | Non nommé                     |
| 2015 (87e)        | M. Kaplan (es)                      | Mr. Kaplan                          | espagnol                      | Álvaro Brechner                             | Non nommé                     |
| 2016 (88e)        | Una noche sin luna                  | Una noche sin luna                  | espagnol                      | Germán Tejeira                              | Non nommé                     |
| 2017 (89e)        | Migas de pan (es)                   | Migas de pan (es)                   | espagnol                      | Manane Rodriguez (es)                       | Non nommé                     |
| 2018 (90e)        | Otra historia del mundo (es)        | Otra historia del mundo (es)        | espagnol                      | Guillermo Casanova (es)                     | Non nommé                     |
| 2019 (91e)        | Compañeros                          | La noche de 12 años                 | espagnol                      | Álvaro Brechner                             | Non nommé                     |
| 2020 (92e)        | Así habló el cambista (es)          | Así habló el cambista (es)          | espagnol                      | Federico Veiroj (es)                        | Non nommé                     |
| 2021 (93e)        | Alelí (es)                          | Alelí (es)                          | espagnol                      | Leticia Jorge                               | Non nommé                     |
| 2022 (94e)        | La teoría de los vidrios rotos (es) | La teoría de los vidrios rotos (es) | espagnol                      | Diego Fernández                             | Non nommé                     |
| 2023 (95e)        | Employé/Patron                      | El empleado y el patrón             | espagnol, portugais, français | Manolo Nieto (es)                           | Non nommé                     |
| 2024 (96e)        | Temas propios                       | Temas propios                       | espagnol                      | Guillermo Rocamora (es)                     | Non nommé                     |
| 2025 (97e)        | Hay una puerta ahí (en)             | Hay una puerta ahí (en)             | espagnol                      | Facundo Ponce de León et Juan Ponce de León | En attente                    |